# Juno porphyrochrysa
Juno porphyrochrysa là một loài thực vật có hoa trong họ Diên vĩ. Loài này được (Wendelbo) Rodion. miêu tả khoa học đầu tiên năm 1994.